# Duma (literatura polska)
Duma – gatunek narracyjno-liryczny o tematyce historycznej i charakterze refleksyjnym oraz elegijnym.
Gatunek znanym był już w literaturze staropolskiej. Szczególnie popularny był w epoce oświecenia z apogeum w latach 20. XIX wieku oraz w romantyzmie. Duma oświeceniowa opowiadała zwykle o czynach bohatera historycznego lub osoby nieznanej, ale mającej istotne dokonania. Akcja umieszczona była w nastrojowej scenerii i zawierała monolog głównego bohatera w formie zadumy nad przeszłością. Styl dumy był prosty, z nawiązaniami do mowy potocznej. Na początku XIX powstawały też dumy z elementami grozy, osnute wokół rozmyślań nad grobami rycerzy, ruinami budowli, w nocnej scenerii, oraz dumy romansowe opowiadające o miłosnych perypetiach rycerzy.
Na kształtowanie się dumy miało wpływ tłumaczenie Pieśni Osjana i ballad angielskich oraz pieśni ludowe. Duma bywa traktowana jako poprzedniczka ballady romantycznej.
Przykładem dum w literaturze polskiej są utwory Juliana Ursyna Niemcewicza: Duma o Żółkiewskim, Duma o Stefanie Potockim (wyd. ok. 1790), Śpiewy historyczne (1816) oraz Duma Lukierdy, czyli Luidgardy Franciszka Karpińskiego.